# Psammomoya choretroides
Psammomoya choretroides är en benvedsväxtart som först beskrevs av F. Müll., och fick sitt nu gällande namn av Friedrich Ludwig Diels och Ludwig Eduard Theodor Loesener. Psammomoya choretroides ingår i släktet Psammomoya och familjen Celastraceae. Inga underarter finns listade.